# Teira andreanskyi
Teira andreanskyi är en ödleart som beskrevs av  Werner 1929. Teira andreanskyi ingår i släktet Teira och familjen lacertider. Inga underarter finns listade i Catalogue of Life.